# Monepidosis bulgarica
Monepidosis bulgarica är en tvåvingeart som beskrevs av Boris Mamaev och Dimitrova 1992. Monepidosis bulgarica ingår i släktet Monepidosis och familjen gallmyggor.
Artens utbredningsområde är Bulgarien. Inga underarter finns listade i Catalogue of Life.